# بورس اوراق بهادار کپنهاگ

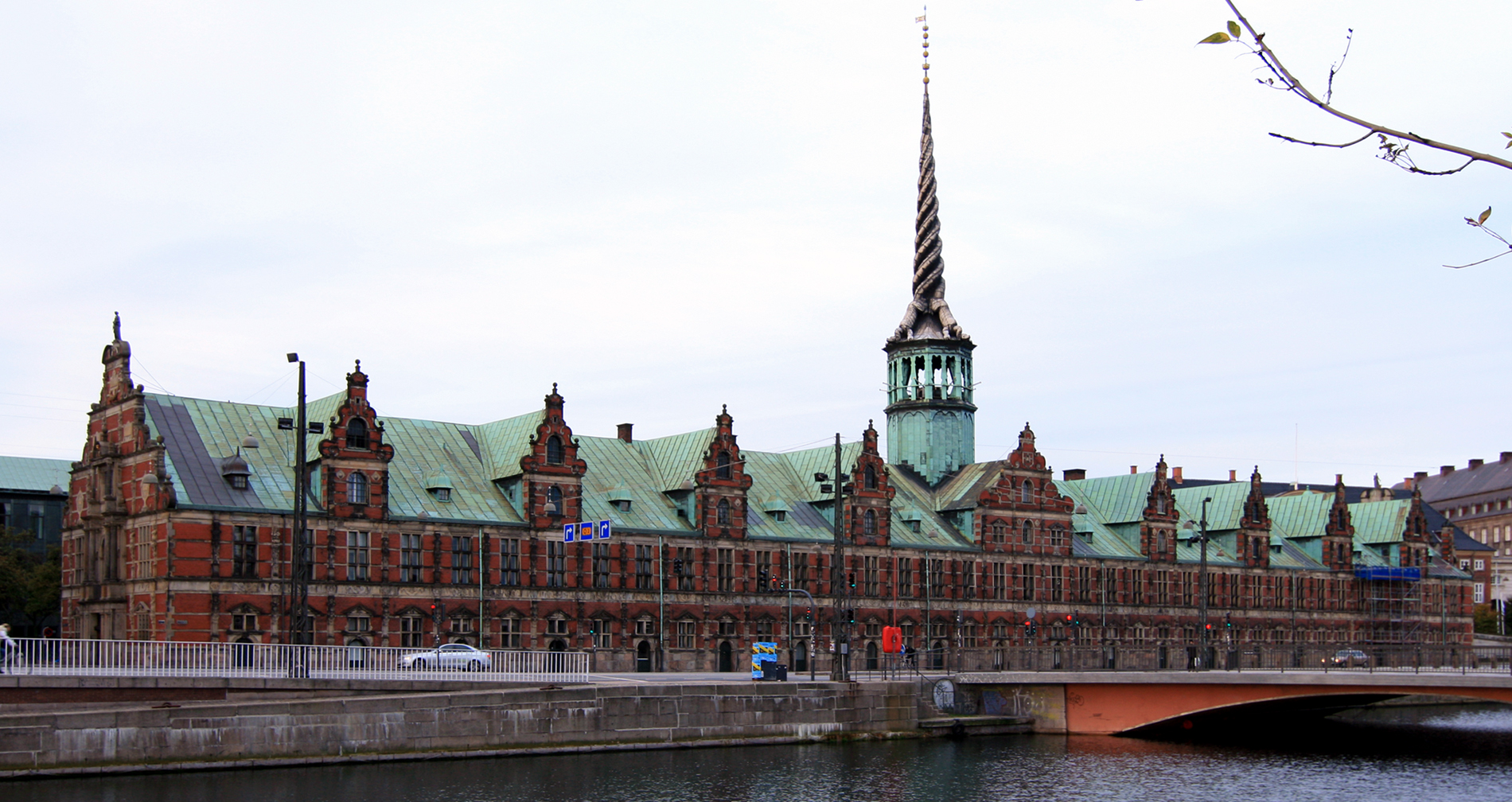
ساختمان مرکزی محل برگزاری بازار بورس کپنهاگ تا سال ۱۹۷۴

بورس اوراق بهادر کپنهاگ (به دانمارکی: Københavns Fondsbørs) بازار بورس اوراق بهادار دانمارکی مستقر در کپنهاگ است، که در سال ۱۶۲۵ فعالیت خود را آغاز کرد.
بورس کپنهاگ در سال ۲۰۰۳ توسط شرکت اوام‌اکس خریداری شد و در پی ادغام نزدک و اوام‌اکس در سال ۲۰۰۸ این بازار بورس نیز به زیرمجموعه‌ای از گروه نزدک اوام‌اکس تبدیل شد.